# Riabowo (stacja kolejowa)
Riabowo (ros. Рябово) – stacja kolejowa w miejscowości Riabowo, w rejonie tośnieńskim, w obwodzie leningradzkim, w Rosji. Położona jest na linii Petersburg - Moskwa.

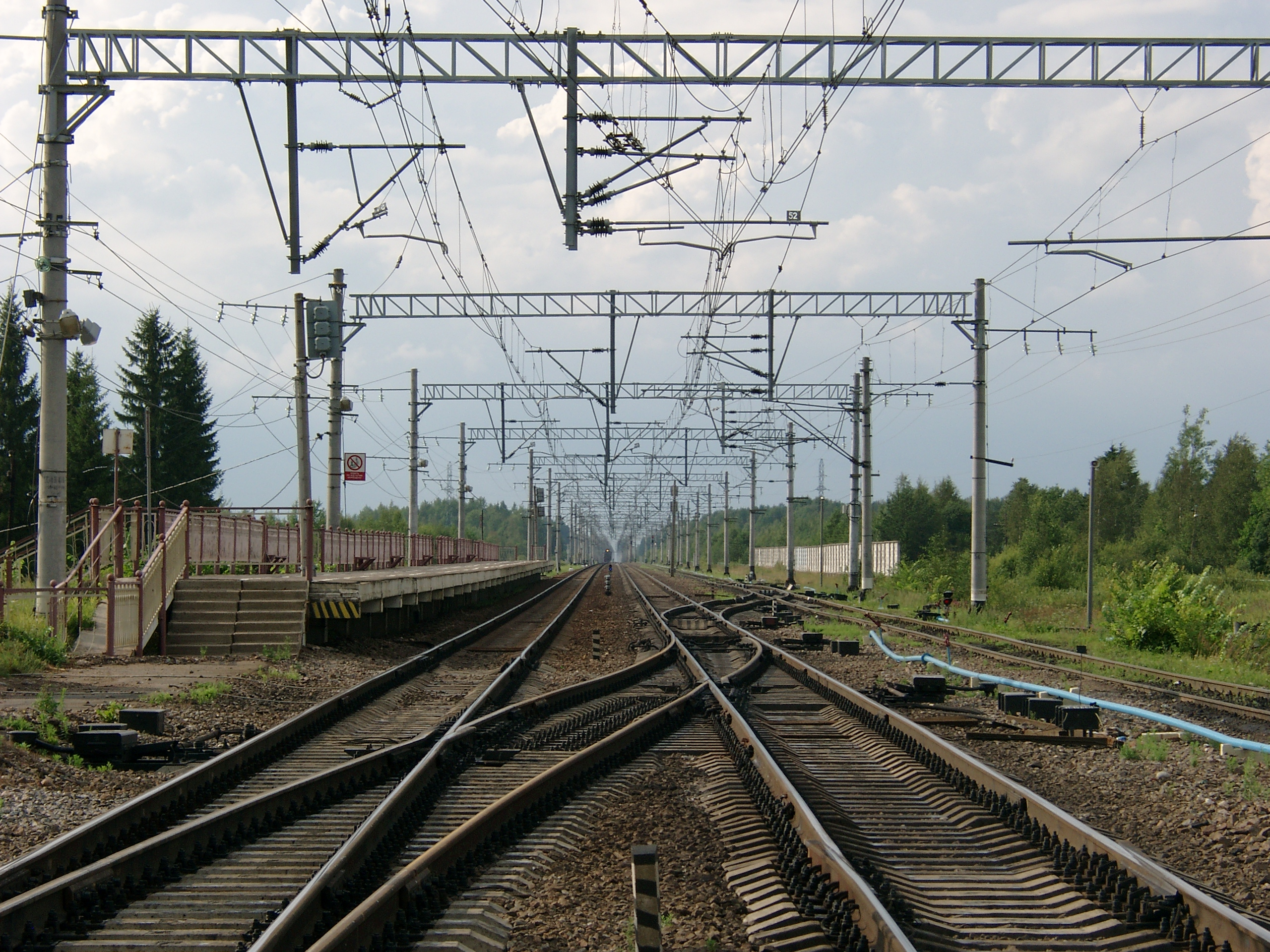
jeden z peronów; widok w stronę Petersburga